# Colonización del espacio

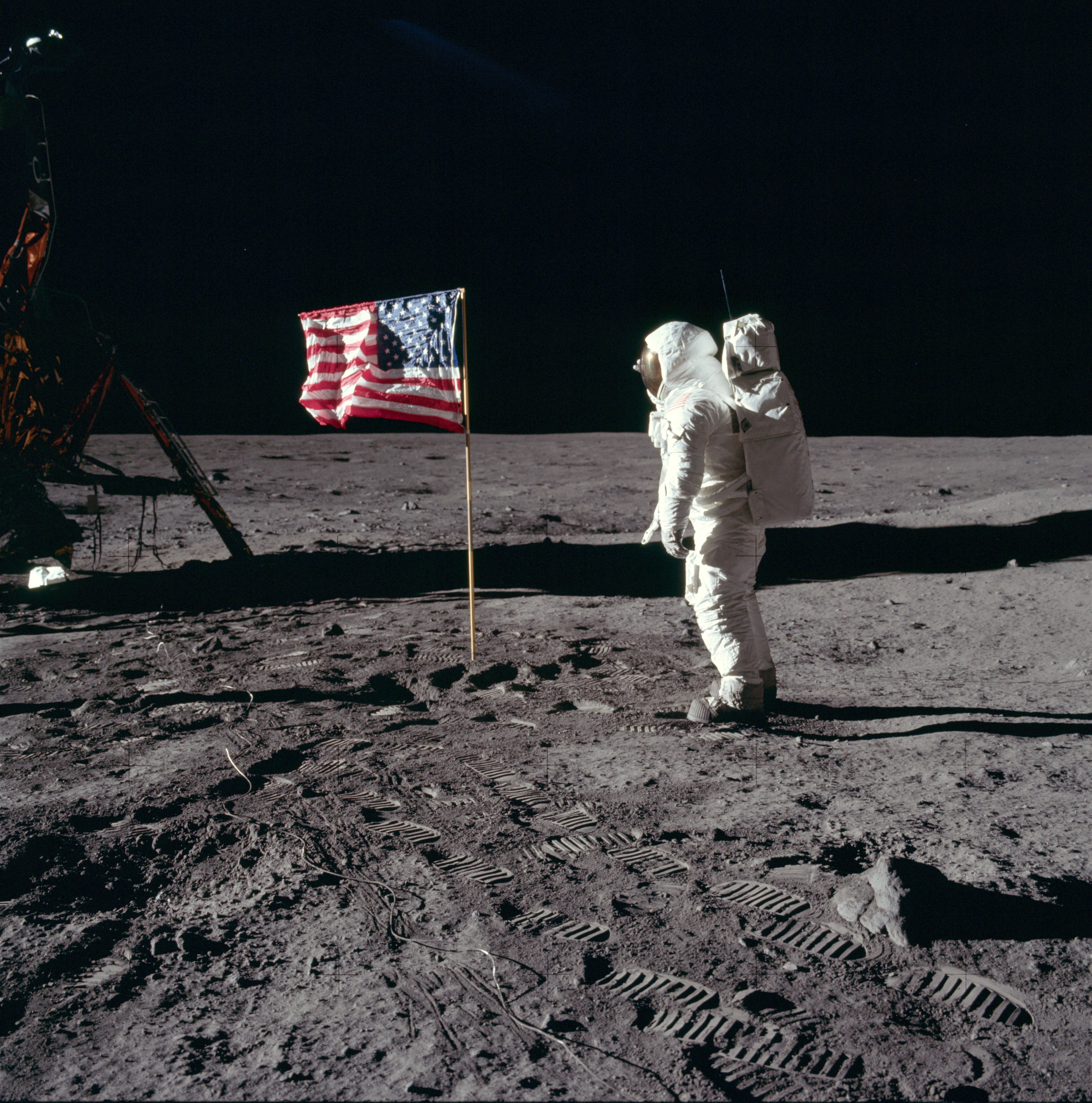
Foto de la primera bandera montada por un ser humano en la Luna (Apolo 11, 1969). Dado que la colonización del espacio ha sido un tema de debate crítico desde los albores de la era espacial, que dio lugar al Tratado sobre el espacio ultraterrestre (1967), la bandera no debía simbolizar ninguna reivindicación territorial.

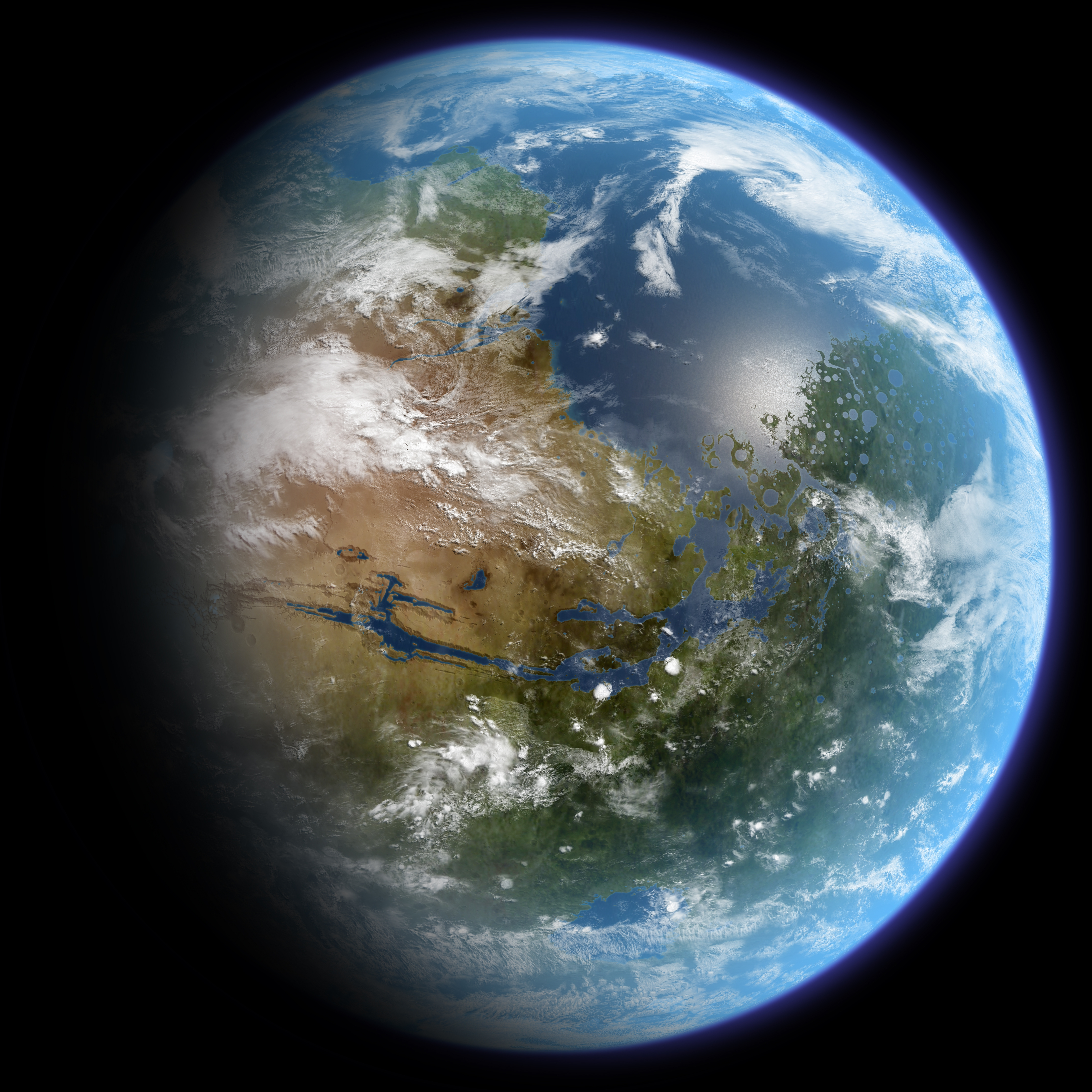
Visión artística de un Marte terraformado, centrado en Valles Marineris, con Tharsis a la izquierda. Esta transformación fue imaginada en la Trilogía marciana de Kim Stanley Robinson y estudiada por científicos como Robert Zubrin. Robinson y Zubrin son miembros de la Mars Society.

La colonización espacial  se refiere al asentamiento humano o colonización  del espacio exterior o de objetos astronómicos. En un sentido amplio, el término abarca cualquier forma de presencia humana permanente en el espacio, como hábitats espaciales o asentamientos extraterrestres. Este proceso puede incluir la ocupación o explotación de recursos, como la minería espacial. 
La legislación internacional, particularmente el Tratado sobre el espacio ultraterrestre de 1967, prohíbe las reclamaciones territoriales en el espacio, considerándolo un Patrimonio común de la humanidad. Este marco legal busca evitar la militarización del espacio y promover regímenes internacionales para regular el acceso y uso compartido del espacio, especialmente en lugares como la órbita geoestacionaria o la Luna. A la fecha, no existen asentamientos permanentes más allá de hábitats espaciales temporales, ni se han reclamado territorios o propiedades extraterrestres de manera oficial. Aunque no hay planes gubernamentales concretos para establecer colonias espaciales, diversas propuestas, diseños y especulaciones han surgido a lo largo del tiempo, impulsadas por defensores de la colonización espacial. La empresa privada SpaceX lidera los esfuerzos más destacados para la colonización de Marte, aunque sus avances se centran principalmente en sistemas de lanzamiento y aterrizaje.
La colonización espacial plantea complejas cuestiones sociopolíticas. Entre los argumentos a favor destacan la supervivencia de la humanidad y la vida independiente de la Tierra al convertir a los humanos en una especie multiplanetaria, garantizando su continuidad ante desastres planetarios (naturales o antropogénicos) y el uso comercial del espacio, que podría reducir la explotación terrestre mediante el acceso a recursos extraterrestres. Sin embargo, las críticas señalan que la mercantilización del espacio podría perpetuar problemas como la degradación ambiental, la desigualdad económica y los conflictos bélicos, priorizando los intereses de los poderosos en detrimento de abordar problemas sociales y medioambientales urgentes.
La construcción de asentamientos extraterrestres requiere superar enormes desafíos tecnológicos, económicos y sociales. Los asentamientos espaciales suelen concebirse para satisfacer casi todas, o todas, las necesidades de un mayor número de seres humanos. Los entornos espaciales son extremadamente hostiles para la vida humana y de difícil acceso para mantenimiento y suministro. Esto demanda avances significativos en tecnologías como los sistemas de apoyo de vida ecológica controlada y la reducción de los altos costos de los vuelos espaciales orbitales, que actualmente rondan los 1400 dólares por kg a órbita terrestre baja con el Falcon Heavy de SpaceX. Sin embargo, los avances en sistemas de lanzamiento reutilizables podrían reducir estos costos drásticamente, alcanzando potencialmente los 20 dólares por kg, además de la creación de técnicas de fabricación y construcción automatizadas. 

#### Órbita terrestre

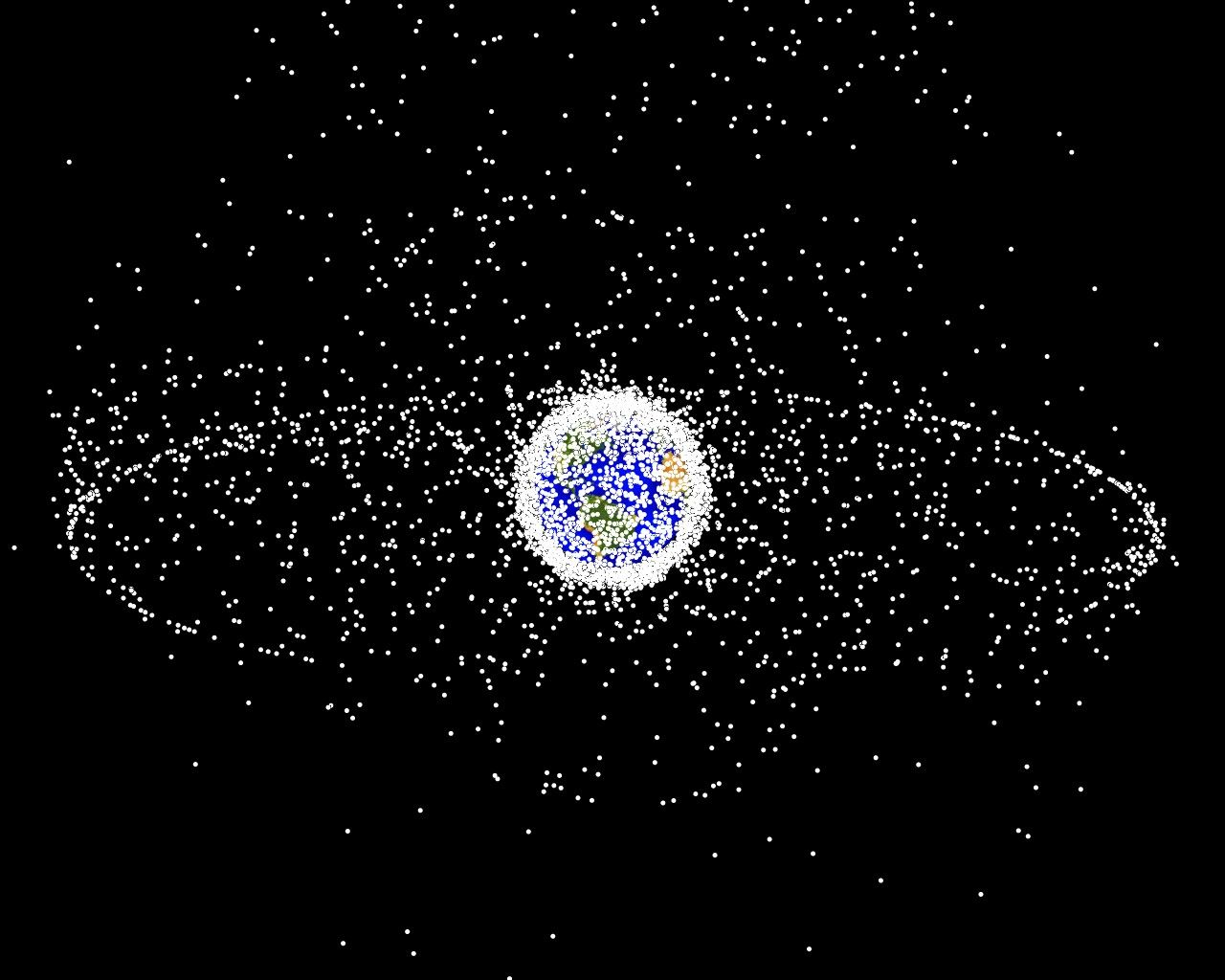
Imagen generada por computadora en 2005 que muestra la distribución de desechos espaciales en órbita geocéntrica, con dos áreas de concentración: la órbita geoestacionaria y la órbita terrestre baja.

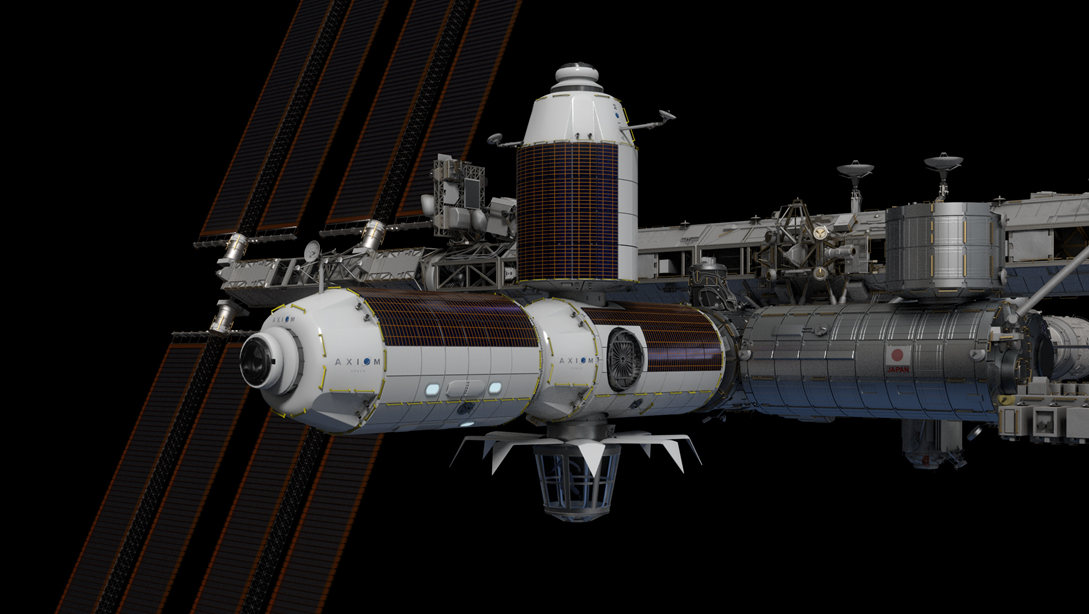
Gracias al programa de destinos comerciales en órbita terrestre baja, la estación Axiom podría establecer usos comerciales y lograr sostenibilidad económica.

#### Luna

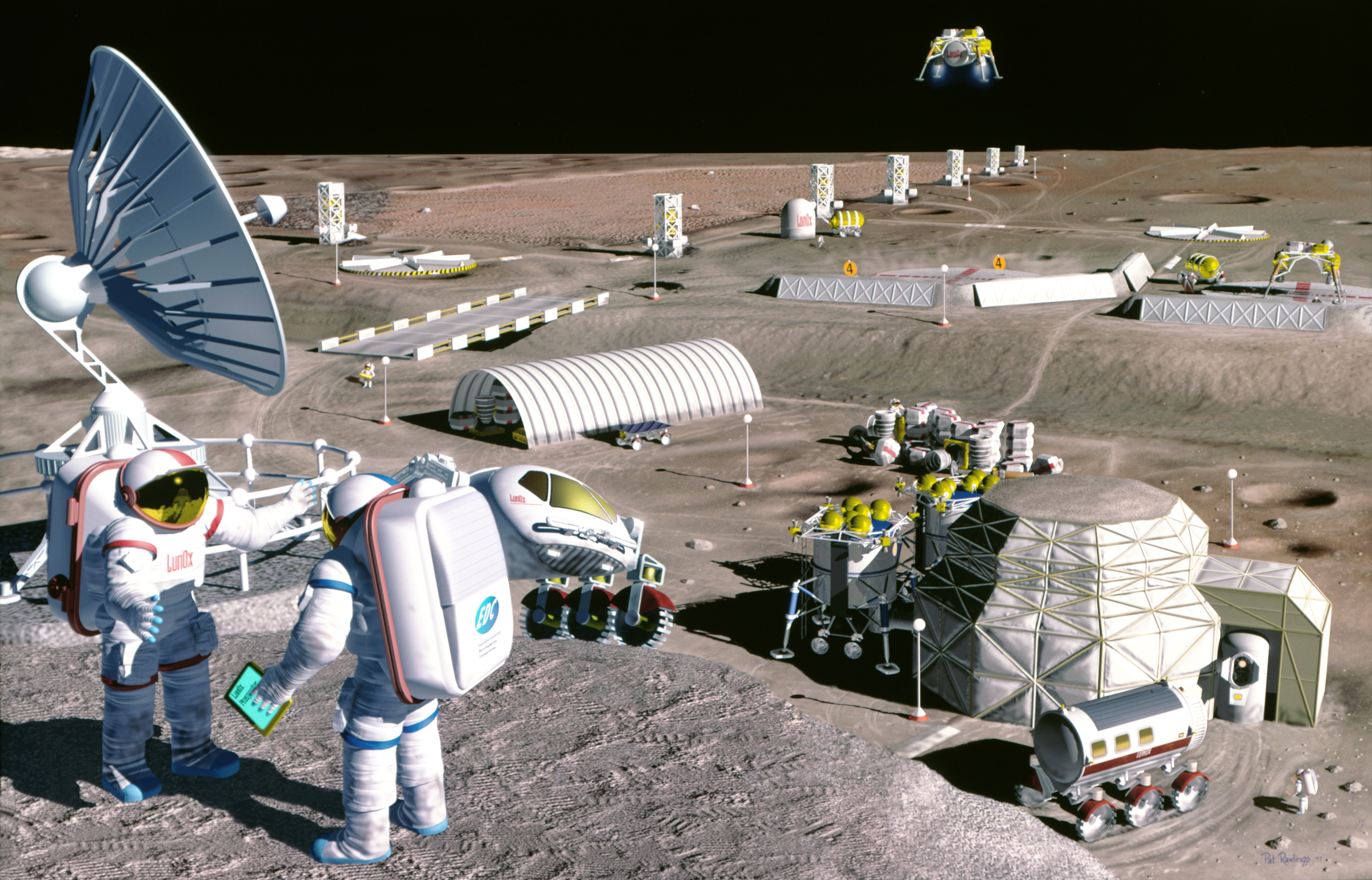
Representación artística de una posible instalación minera lunar.

#### Puntos de Lagrange

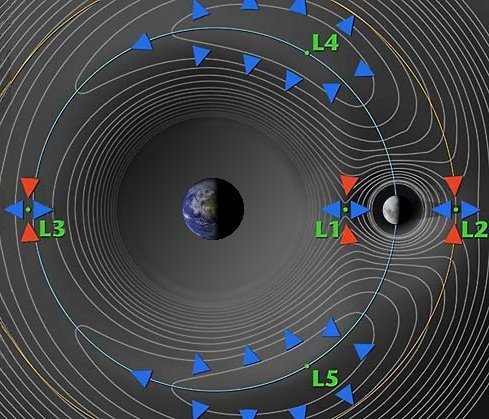
Mapa de contorno del potencial gravitatorio de la Luna y la Tierra, mostrando los cinco puntos de Lagrange Tierra-Luna.

### Marte

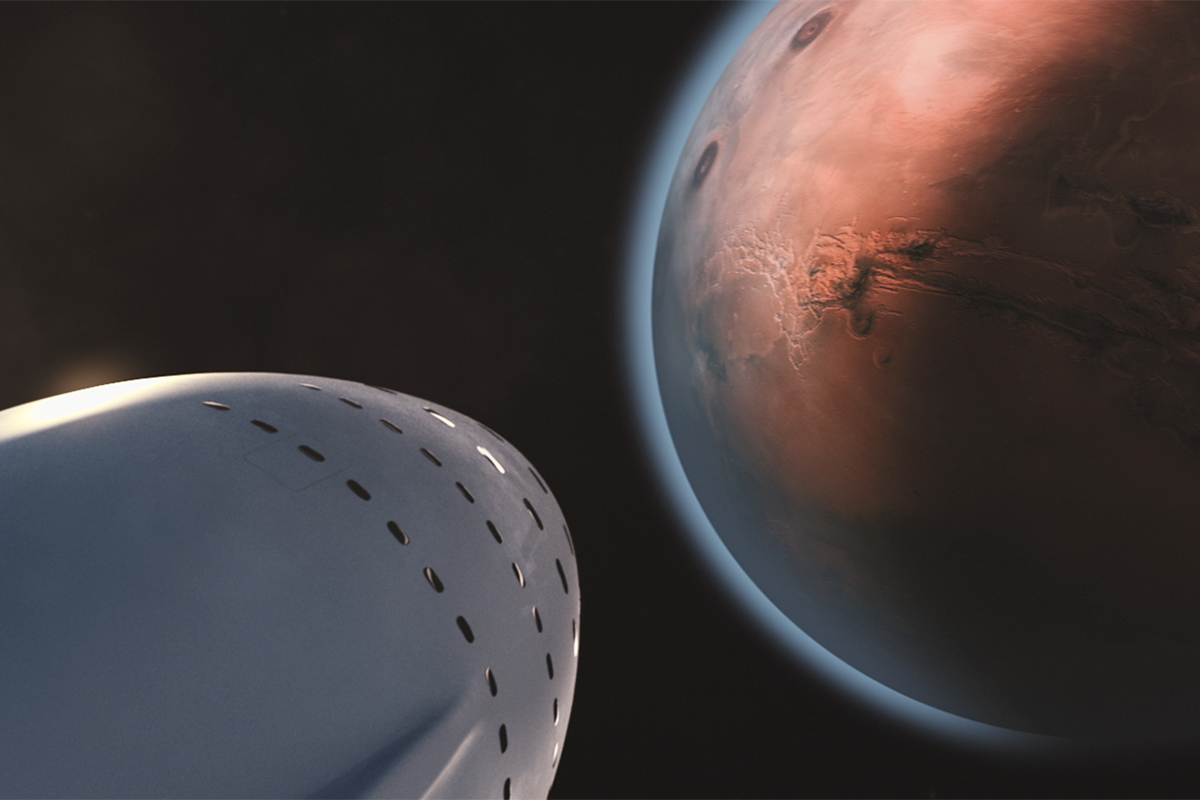
SpaceX ha considerado la colonización de Marte como su objetivo principal.

#### Mercurio

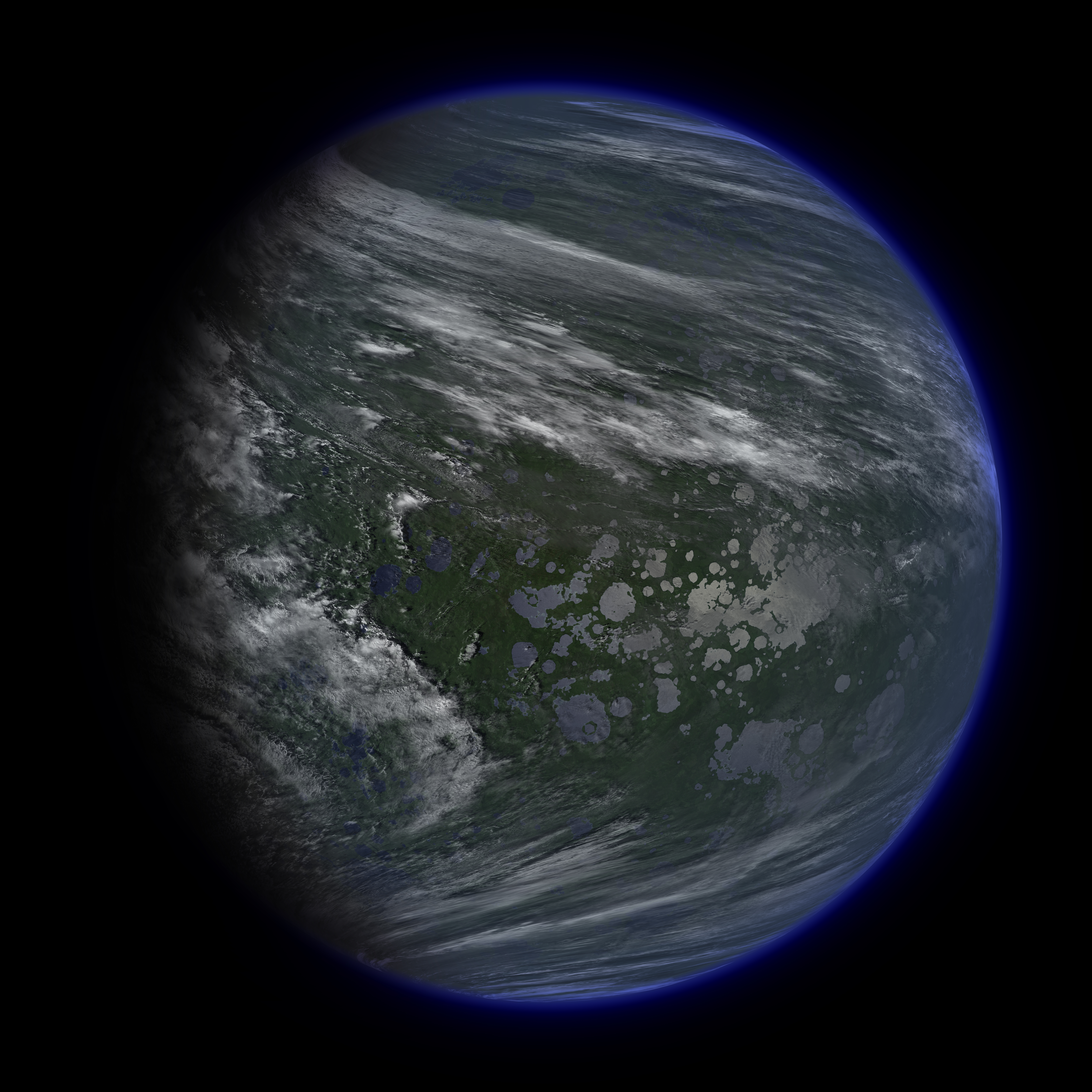
Concepción artística de un Mercurio terraformado.

#### Satélites de los planetas exteriores

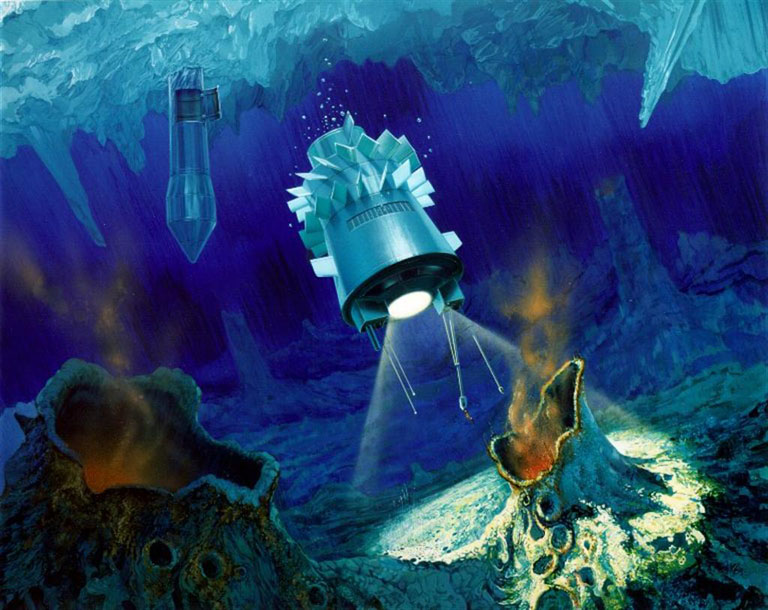
Representación artística de un hipotético cryobot oceánico en Europa.

#### Satélites jovianos

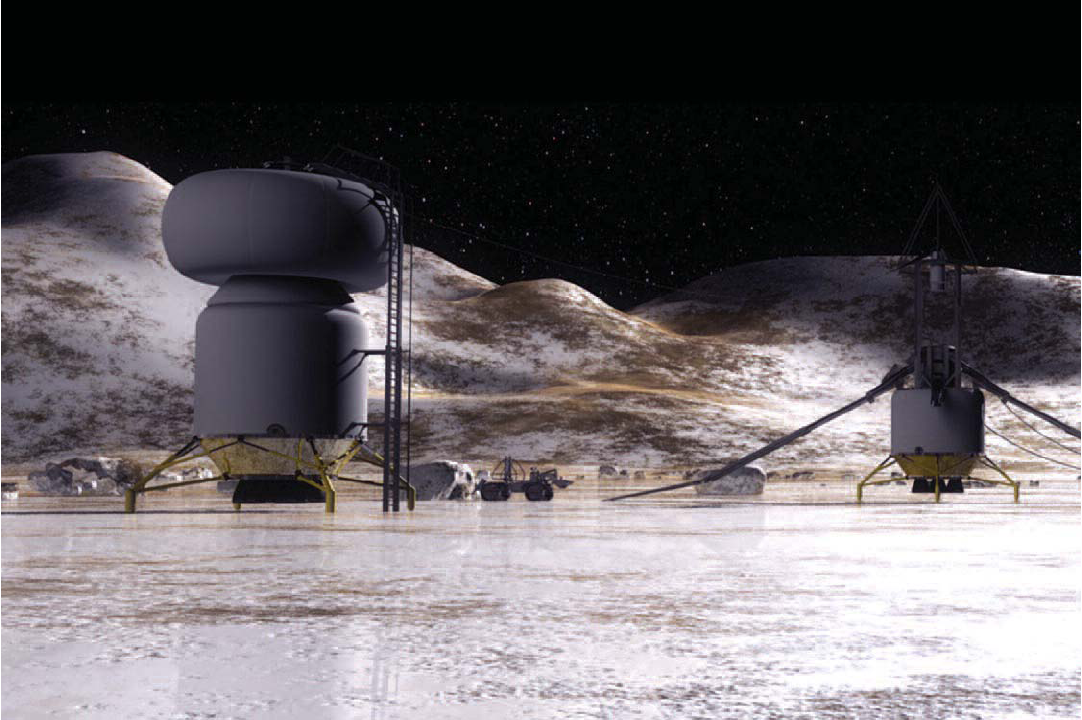
Impresión artística de una base en Calisto.

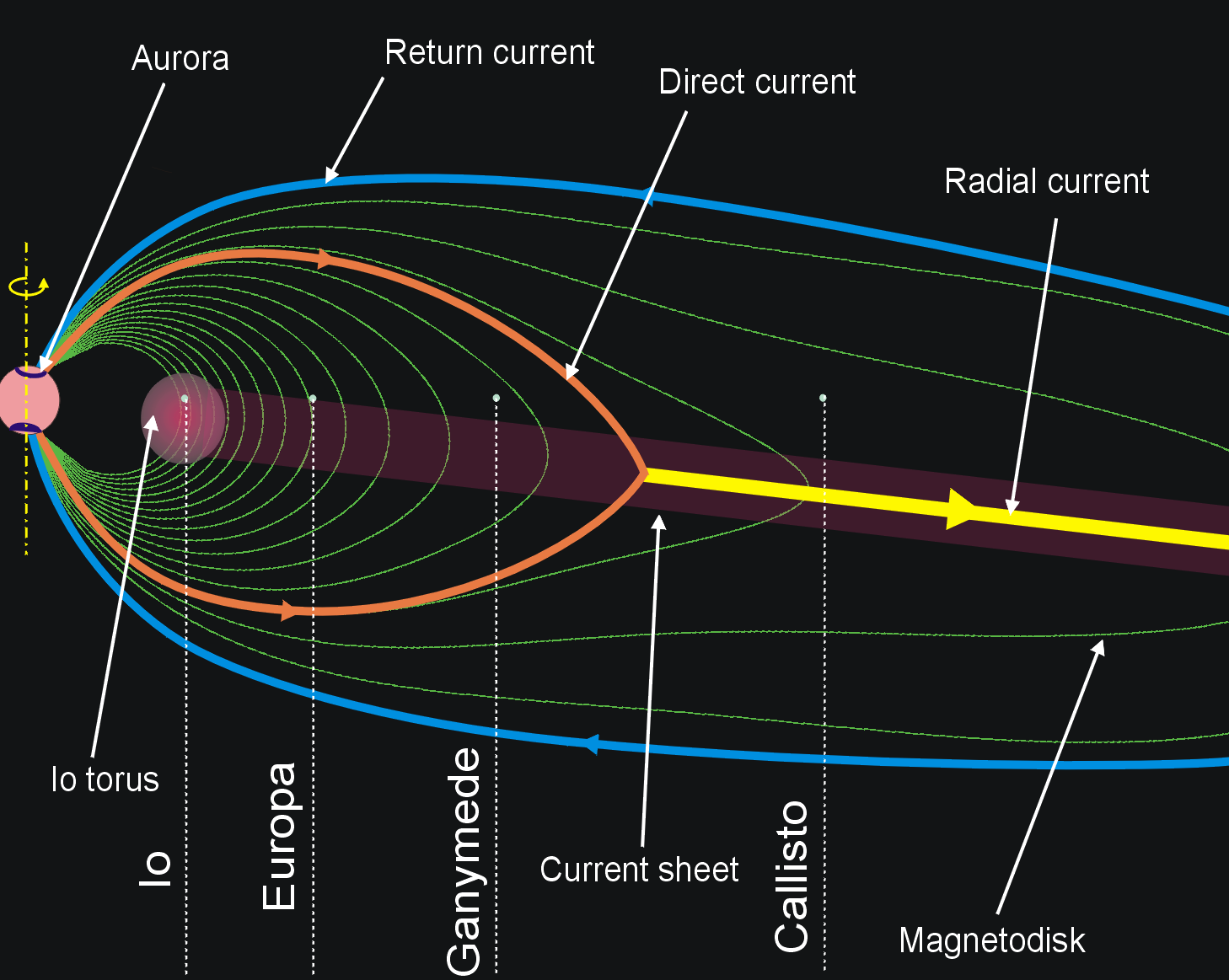
El campo magnético de Júpiter y las corrientes de corrotación.

### Región transneptuniana

Representación artística del cinturón de Kuiper y la nube de Oort.

## Definición
La colonización espacial se ha denominado también asentamiento espacial, humanización del espacio o habitación espacial. En un sentido estricto, se refiere a las asentamientos espaciales concebidos por Gerard K. O'Neill, caracterizados por la explotación de recursos y reclamaciones territoriales. 
En un sentido más amplio, incluye cualquier presencia humana permanente, incluso robótica, aunque el uso impreciso del término para describir cualquier hábitat espacial, desde estaciones de investigación hasta comunidades autosostenibles, ha sido criticado por su connotación colonialista.
El término colonización está profundamente ligado a la historia colonial terrestre, lo que lo convierte en un concepto político y de geografía humana. Por ello, un asentamiento espacial no constituye automáticamente una colonia, ya que esta implica la explotación de recursos y reclamaciones territoriales por parte de los colonos o su metrópoli colonial.
Por tanto, cualquier instalación puede formar parte de la colonización, mientras que ésta puede entenderse como un proceso abierto a más reivindicaciones, más allá de los asentamientos. La Estación Espacial Internacional, el hábitat extraterrestre ocupado desde hace más tiempo hasta ahora, no reclama territorio y, por tanto, no suele considerarse una colonia.
Algunos expertos, como Moriba Jah, han criticado las prácticas actuales en el espacio, como la gestión de satélites, por considerarlas colonialistas al priorizar la propiedad en lugar de una gestión colaborativa.
Algunos defensores del asentamiento humano pacífico del espacio se han opuesto al uso de la palabra colonia y términos afines, para evitar confundir sus objetivos con el colonialismo en la Tierra.

## Historia

#### Orígenes y primeras ideas (siglos XVII-XIX)
En la primera mitad del siglo XVII, John Wilkins propuso en su obra A Discourse Concerning a New Planet que futuros exploradores, como Francis Drake o Cristóbal Colón, podrían llegar a la Luna y establecer asentamientos humanos. La primera obra conocida sobre colonización espacial fue el cuento de 1869 The Brick Moon, de Edward Everett Hale, que describe un satélite artificial habitado. En 1897, Kurd Lasswitz también exploró el concepto de colonias espaciales. El pionero ruso de la ciencia espacial Konstantín Tsiolkovsky anticipó elementos de una comunidad espacial en su libro Beyond Planet Earth, escrito alrededor de 1900. Tsiolkovsky imaginó a los viajeros espaciales construyendo invernaderos y cultivando alimentos en el espacio. Además, creía que la exploración espacial perfeccionaría a la humanidad, conduciendo a la inmortalidad y la paz.

#### Desarrollo del concepto (sigloXX)
En 1902, Cecil Rhodes habló acerca de «esas estrellas que se ven por la noche, esos mundos inmensos a los que nunca podremos llegar» y añadió: «Me anexionaría los planetas si pudiera; a menudo pienso en ello. Me entristece verlos tan claros y tan lejanos». En la década de 1920, pensadores como John Desmond Bernal, Hermann Oberth, Guido von Pirquet y Herman Noordung desarrollaron aún más la idea de la colonización espacial. En 1952, Wernher von Braun popularizó sus propuestas en un artículo de la revista Colliers. Durante las décadas de 1950 y 1960, Dandridge M. Cole también contribuyó con sus ideas.
Con el inicio de los vuelos espaciales orbitales en la década de 1950, el colonialismo seguía siendo un proyecto internacional relevante, lo que facilitó que los Estados Unidos avanzara en su programa espacial, presentando el espacio como una nueva frontera. Sin embargo, el auge de la descolonización dio lugar a numerosos países independientes que exigieron una postura anticolonial y la regulación de las actividades espaciales en el marco del derecho espacial internacional. Los temores a conflictos por apropiaciones territoriales y una carrera armamentística en el espacio crecieron, incluso entre las naciones con capacidades espaciales. Esto llevó a la redacción de leyes espaciales internacionales, comenzando con el Tratado sobre el espacio ultraterrestre de 1967, que declara el espacio como un Patrimonio común de la humanidad y establece disposiciones para su regulación y uso compartido.

#### Satélites geoestacionarios y disputas internacionales
La aparición de los satélites geoestacionarios planteó el problema de los recursos limitados en el espacio. En la década de 1960, la comunidad internacional acordó regular la asignación de posiciones en la órbita geoestacionaria (GEO) a través de la Unión Internacional de Telecomunicaciones (UIT). Actualmente, cualquier entidad que desee lanzar un satélite a GEO debe solicitar una posición orbital a la UIT. En 1976, un grupo de países ecuatoriales, todos excolonias de imperios coloniales y sin capacidades espaciales propias, firmó la Declaración de Bogotá. Esta declaración afirmó que la órbita geoestacionaria es un recurso natural limitado que pertenece a los países ecuatoriales situados directamente debajo por lo que no la consideran parte del espacio exterior, bien común de la humanidad, desafiando la dominación de las naciones espaciales al considerarla una práctica imperialista.

#### Avances en la literatura y primeras misiones conjuntas
En la década de 1970, autores como Gerard K. O'Neill, con The High Frontier: Human Colonies in Space, y T. A. Heppenheimer, con Colonies in Space, continuaron desarrollando conceptos de colonización espacial. En 1975, la primera misión espacial internacional conjunta, entre la nave estadounidense Apollo y la soviética Soyuz, marcó un hito en la política de distensión, con las naves acopladas en órbita terrestre durante casi dos días. En 1977, la estación Saliut 6 se convirtió en el primer hábitat espacial sostenido en órbita. Posteriormente, la Estación Espacial Internacional (EEI) se convirtió en el mayor asentamiento humano en el espacio, sirviendo como modelo para futuras estaciones, como las previstas alrededor o en la Luna.
Discursos contemporáneos y tratados internacionales
En el siglo XXI, autores como Marianne J. Dyson, con Home on the Moon; Living on a Space Frontier (2003), Peter Eckart, con Lunar Base Handbook (2006), y Harrison Schmitt, con Return to the Moon (2007), enriquecieron el discurso sobre la vida en el espacio. El Tratado de la Luna y los Acuerdos Artemisa han promovido un régimen internacional para las actividades lunares. Sin embargo, desafíos como los desechos espaciales debido a la falta de regulación sobre la disposición de activos al finalizar su misión, amenazan los tratados existentes. Hasta ahora, los únicos hábitats en otro cuerpo celeste han sido los módulos lunares tripulados temporales. Similar al programa Artemis, China lidera un proyecto para desarrollar la Estación Internacional de Investigación Lunar a partir de la década de 2030.

## Justificación y oposición a la colonización espacial
La colonización del espacio ha generado un amplio debate que abarca desde argumentos a favor basados en la supervivencia de la humanidad hasta críticas que cuestionan su viabilidad y ética. A continuación, se exploran las principales justificaciones y oposiciones a esta empresa.

### Justificación

#### Supervivencia de la civilización humana
Uno de los argumentos principales a favor de la colonización espacial es garantizar la supervivencia a largo plazo de la civilización humana y la vida terrestre. Establecer colonias fuera de la Tierra permitiría a las especies del planeta, incluidos los humanos, sobrevivir ante desastres naturales o provocados por el hombre.
El físico teórico y cosmólogo Stephen Hawking defendió en dos ocasiones la colonización espacial como un medio para salvar a la humanidad. En 2001, predijo que la humanidad podría extinguirse en los próximos mil años si no se establecían colonias en el espacio. En 2010, afirmó que la humanidad enfrenta dos opciones: colonizar el espacio en los próximos doscientos años o enfrentar la perspectiva de extinción a largo plazo.
En 2005, el entonces administrador de la NASA, Michael Griffin, señaló la colonización espacial como el objetivo último de los programas espaciales, declarando:

...el objetivo no es solo la exploración científica... también se trata de extender el rango del hábitat humano desde la Tierra hacia el sistema solar a medida que avanzamos en el tiempo... A largo plazo, una especie de un solo planeta no sobrevivirá... Si queremos que los humanos sobrevivan durante cientos de miles o millones de años, debemos poblar otros planetas. Hoy, la tecnología hace que esto sea apenas concebible. Estamos en los inicios... Hablo de ese día, no sé cuándo será, en que habrá más seres humanos viviendo fuera de la Tierra que en ella. Podríamos tener personas viviendo en la Luna, en los satélites de Júpiter y otros planetas. Podríamos tener personas creando hábitats en asteroides... Sé que los humanos colonizarán el sistema solar y un día irán más allá.

Louis J. Halle Jr., exfuncionario del Departamento de Estado de los Estados Unidos, escribió en la revista estadounidense Foreign Affairs (verano de 1980) que la colonización del espacio protegería a la humanidad en caso de una guerra nuclear global. El físico Paul Davies también apoya la idea de que, si una catástrofe planetaria amenaza la supervivencia de la especie humana en la Tierra, una colonia autosuficiente podría recolonizar nuestro planeta y restaurar la civilización humana. El periodista William E. Burrows y el bioquímico Robert Shapiro propusieron un proyecto privado, la Alianza para el Rescate de la Civilización, para establecer una copia de seguridad de la civilización humana fuera de la Tierra.
Basándose en el principio de Copérnico, John Richard Gott estimó que la humanidad podría sobrevivir otros 7,8 millones de años, pero es poco probable que colonice otros planetas. Sin embargo, expresó su esperanza de estar equivocado, ya que «colonizar otros mundos es nuestra mejor oportunidad para diversificar riesgos y mejorar las perspectivas de supervivencia de nuestra especie».
Un estudio teórico de 2019 analizó la trayectoria a largo plazo de la civilización humana. Se argumenta que, debido a la finitud de la Tierra y la duración limitada del sistema solar, la supervivencia de la humanidad en el futuro lejano probablemente requerirá una colonización espacial extensiva.: 8, 22f  Esta trayectoria astronómica de la humanidad podría desarrollarse en cuatro etapas: 
1. Establecimiento de colonias espaciales en ubicaciones habitables, ya sea en el espacio exterior o en cuerpos celestes, inicialmente dependientes de la Tierra.
2. Autonomía gradual de las colonias, permitiéndoles sobrevivir si la civilización terrestre colapsa.
3. Desarrollo y expansión de las colonias mediante terraformación u otros medios.
4. Autorreplicación de las colonias para establecer nuevos asentamientos en el espacio, un proceso que podría expandirse exponencialmente por el cosmos.

Sin embargo, esta trayectoria podría no ser sostenible, ya que la competencia por recursos o conflictos entre facciones humanas podrían interrumpirla, generando un escenario de guerras estelares.: 23–25 

### Experimentos con análogos terrestres

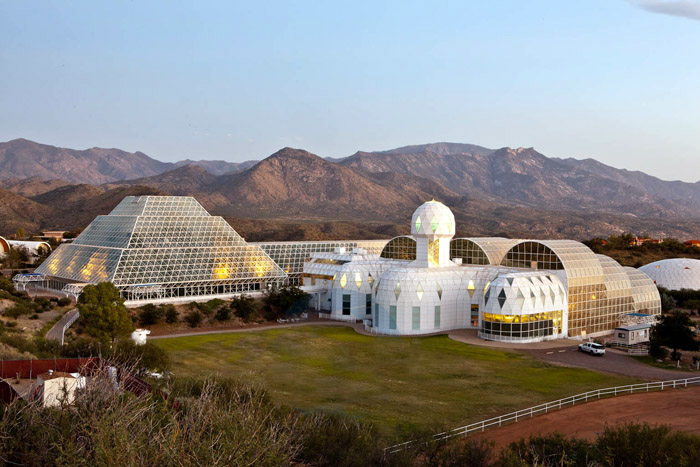
Biosfera 2, un hábitat experimental en la Tierra para vuelos espaciales.

#### Abundancia de recursos en el espacio
Los recursos en el espacio, tanto materiales como energéticos, son inmensos. El sistema solar tiene suficiente material y energía para sostener desde miles hasta más de mil millones de veces la población humana actual, principalmente gracias al Sol.: 9  
La minería de asteroides será probablemente un pilar clave en la colonización espacial. Los asteroides ofrecen agua y materiales para construir estructuras y blindajes, facilitando la creación de estaciones de combustible y minería que optimicen los viajes espaciales. La NASA utiliza el término minería óptica para describir la extracción de materiales de asteroides, estimando que el uso de propelentes derivados de asteroides para exploraciones a la Luna, Marte y más allá ahorraría 100 mil millones de dólares. Si la financiación y la tecnología avanzan más rápido de lo previsto, la minería de asteroides podría ser viable en una década.
Aunque algunos elementos de la infraestructura, como oxígeno, agua y minerales básicos, ya se producen fácilmente en la Tierra y no serían valiosos como artículos comerciales, otros productos de alto valor son más abundantes, fáciles de producir, de mayor calidad o exclusivos del espacio. Estos podrían ofrecer, a largo plazo, un alto retorno de la inversión inicial en infraestructura espacial. Entre estos bienes de alto valor se incluyen metales preciosos, piedras preciosas, energía, celdas solares, rodamientos de bolas, semiconductores y productos farmacéuticos.
La extracción de metales de un asteroide pequeño, como (3554) Amón o (6178) 1986 DA, podría producir 30 veces más metal que todo lo extraído en la historia humana, con un valor aproximado de 20 billones de dólares a precios de 2001.
Los principales obstáculos para la explotación comercial de estos recursos son el alto costo de la inversión inicial, el largo período necesario para obtener retornos (el Proyecto Eros, The Eros Project, estima 50 años de desarrollo) y el hecho de que nunca se ha llevado a cabo, lo que implica un alto riesgo de inversión.

#### Expansión con menos consecuencias negativas
La expansión humana y el progreso tecnológico han conllevado frecuentemente devastación ambiental y destrucción de ecosistemas y su fauna asociada. En el pasado, la expansión a menudo ha implicado el desplazamiento de pueblos indígenas, con tratamientos que van desde la invasión de sus territorios hasta el genocidio. Dado que el espacio, hasta donde se sabe, carece de vida, algunos defensores de la colonización espacial argumentan que estas consecuencias no serían un problema. Sin embargo, en algunos cuerpos del sistema solar, existe la posibilidad de formas de vida nativas, por lo que no se pueden descartar las consecuencias negativas de la colonización espacial.
Por otro lado, algunos contraargumentos sostienen que cambiar solo la ubicación, pero no la lógica de explotación, no garantizará un futuro más sostenible.

#### Alivio de la superpoblación y la demanda de recursos
Un argumento a favor de la colonización espacial es mitigar los impactos propuestos de la superpoblación de la Tierra, como el agotamiento de recursos. Si los recursos del espacio fueran accesibles y se construyeran hábitats viables con soporte vital, la Tierra dejaría de definir los límites del crecimiento. Aunque muchos recursos terrestres son no renovables, las colonias extraterrestres podrían satisfacer la mayoría de las necesidades de recursos del planeta, reduciendo la demanda de los recursos terrestres. Entre los defensores de esta idea se encuentran Stephen Hawking y Gerard K. O'Neill.
Sin embargo, otros, incluidos el cosmólogo Carl Sagan y los escritores de ciencia ficción Arthur C. Clarke, e Isaac Asimov, han argumentado que enviar a la población excedente al espacio no es una solución viable para la superpoblación humana. Según Clarke, «la batalla contra la superpoblación debe librarse o ganarse aquí en la Tierra». El problema para estos autores no es la falta de recursos en el espacio (como se muestra en libros como Mining the Sky), sino la impracticabilidad física de enviar grandes cantidades de personas al espacio para resolver la superpoblación en la Tierra.

#### Otros argumentos
Los defensores de la colonización espacial destacan el impulso innato humano por explorar y descubrir, considerándolo una cualidad esencial para el progreso y la prosperidad de las civilizaciones.
Nick Bostrom ha argumentado que, desde una perspectiva utilitarista, la colonización espacial debería ser un objetivo principal, ya que permitiría a una población muy grande vivir durante un tiempo muy prolongado (posiblemente miles de millones de años), lo que generaría una enorme cantidad de utilidad (o felicidad). Sostiene que es más importante reducir los riesgos existenciales para aumentar la probabilidad de una eventual colonización que acelerar el desarrollo tecnológico para que ocurra antes. En su artículo, asume que las vidas creadas tendrán un valor ético positivo a pesar del problema del sufrimiento.
En una entrevista de 2001 con Freeman Dyson, John Richard Gott y Sid Goldstein, se les preguntó por razones por las que algunos humanos deberían vivir en el espacio. Sus respuestas incluyeron:
- Difundir la vida y la belleza por el universo.
- Asegurar la supervivencia de nuestra especie.
- Generar ingresos mediante nuevas formas de comercialización espacial, como satélites de energía solar, minería de asteroides y fabricación espacial.
- Proteger el medio ambiente de la Tierra trasladando personas e industrias al espacio.

La ética biótica es una rama de la ética que valora la vida en sí misma. Para la ética biótica y su extensión al espacio como ética pambiótica, es un propósito humano asegurar y propagar la vida y utilizar el espacio para maximizar la vida.

### Oposición
La colonización espacial ha sido vista como una solución al problema de la superpoblación humana desde al menos 1758, y fue mencionada como una de las razones de Stephen Hawking para promover la exploración espacial. Sin embargo, los críticos destacan que la desaceleración en las tasas de crecimiento poblacional desde la década de 1980 ha reducido el riesgo de superpoblación.
Los críticos también argumentan que los costos de las actividades comerciales en el espacio son demasiado altos para ser rentables en comparación con las industrias terrestres, por lo que es improbable que se observe una explotación significativa de los recursos espaciales en el futuro previsible.
Otras objeciones incluyen preocupaciones de que la futura colonización y mercantilización del cosmos probablemente beneficie a los ya poderosos, incluidas las grandes instituciones económicas y militares, como las principales instituciones financieras, las grandes empresas aeroespaciales y el complejo industrial-militar, lo que podría conducir a nuevas guerras y exacerbar la explotación preexistente de trabajadores y recursos, desigualdad económica, pobreza, división social y marginación, degradación ambiental y otros procesos o instituciones perjudiciales.
Otras preocupaciones incluyen el riesgo de crear una cultura en la que los individuos ya no sean vistos como seres humanos, sino como activos materiales. Cuestiones como la dignidad humana, la moralidad, la filosofía, la cultura, la bioética y la amenaza de líderes megalómanos en estas nuevas sociedades deberían abordarse para que la colonización espacial satisfaga las necesidades psicológicas y sociales de las personas que viven en colonias aisladas.
Como alternativa o complemento para el futuro de la humanidad, muchos escritores de ciencia ficción han explorado el ámbito del espacio interior, es decir, la exploración asistida por computadora de la mente humana y la conciencia humana, posiblemente en camino hacia un cerebro Matrioshka.
Las naves espaciales robóticas se proponen como una alternativa para obtener muchas de las mismas ventajas científicas sin la duración limitada de las misiones y el alto costo de soporte vital y transporte de regreso que implican las misiones humanas.
Un corolario de la paradoja de Fermi —nadie más lo está haciendo— es el argumento de que, dado que no hay evidencia de tecnología de colonización alienígena, es estadísticamente improbable que sea posible usar ese mismo nivel de tecnología nosotros mismos.

#### Colonialismo

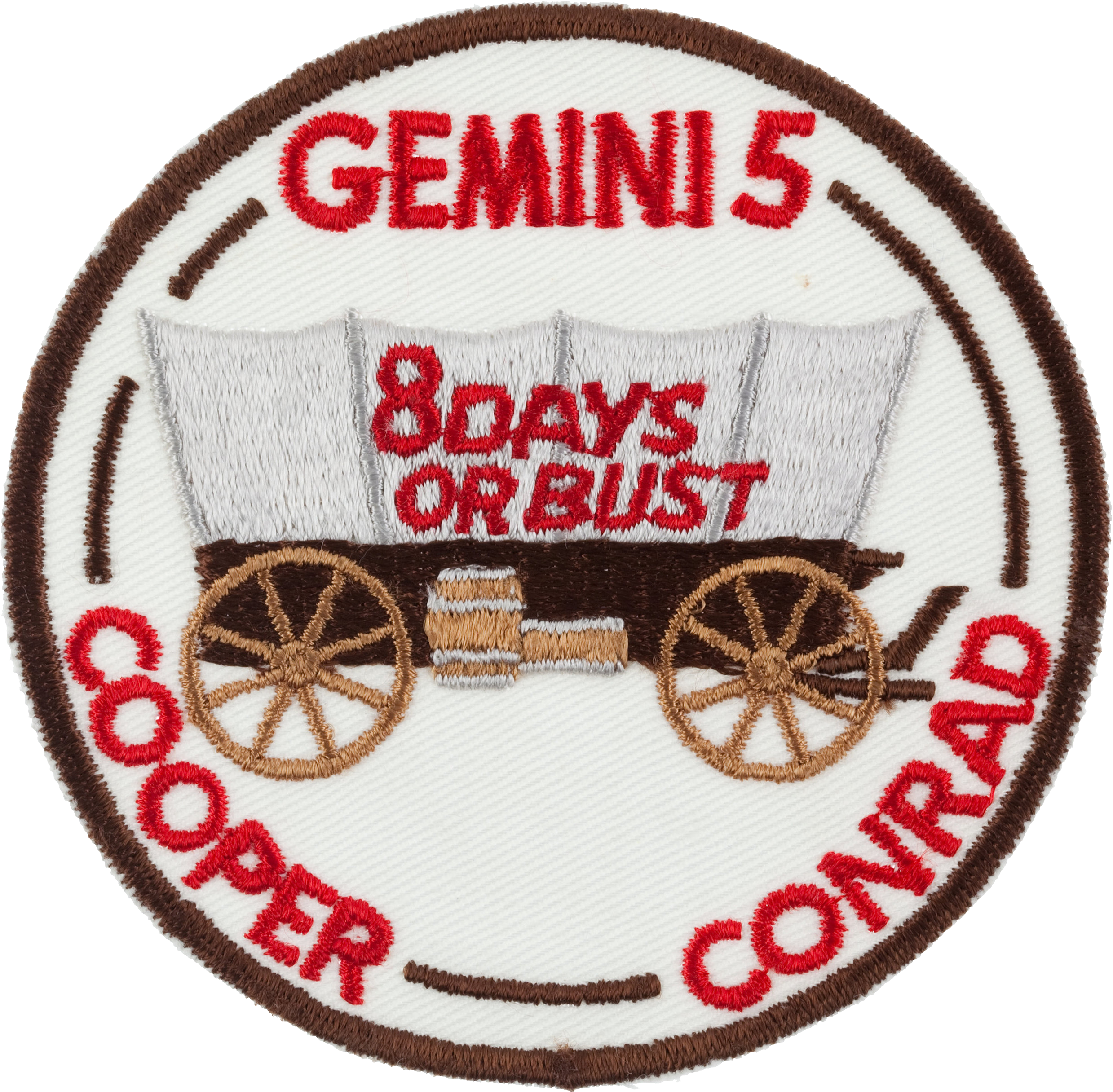
Insignia de la misión Gemini 5 (1965), que conecta los vuelos espaciales con empresas coloniales

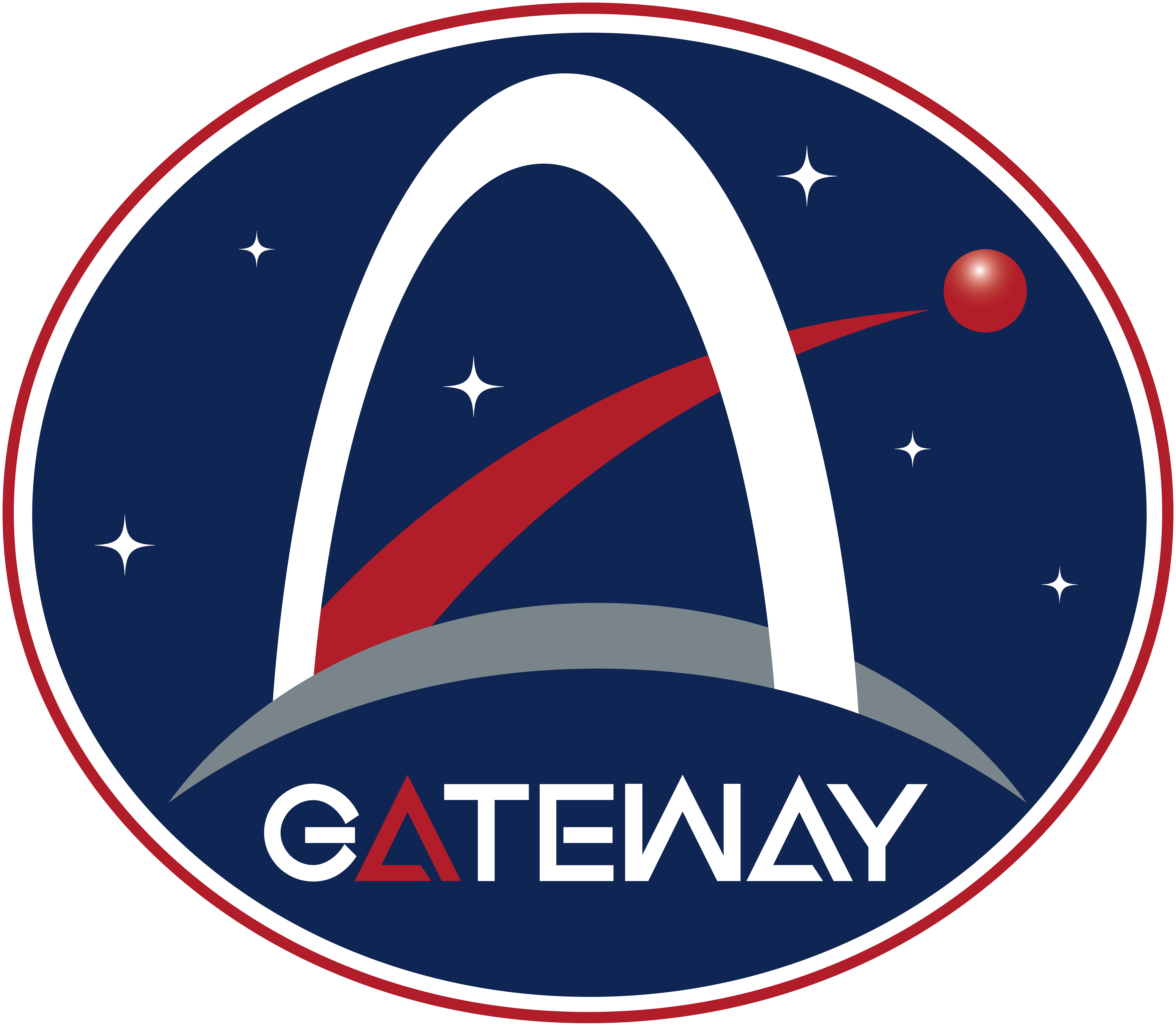
El logotipo y nombre del Lunar Gateway hacen referencia al Arco Gateway de San Luis, lo que algunos interpretan como una asociación de Marte con el Viejo Oeste y la mentalidad del destino manifiesto del colonialismo de poblamiento estadounidense.

La colonización espacial ha sido discutida como una continuación poscolonial del imperialismo y el colonialismo, abogando por la descolonización en lugar de la colonización. Los críticos argumentan que los regímenes político-legales actuales y su fundamentación filosófica favorecen el desarrollo imperialista del espacio, que los principales tomadores de decisiones en la colonización espacial suelen ser élites ricas afiliadas a corporaciones privadas y que la colonización espacial atraería principalmente a sus pares en lugar de a ciudadanos comunes. Además, se sostiene que es necesario un proceso inclusivo y democrático para la participación e implementación de cualquier exploración, infraestructura o habitabilidad espacial. Según el experto en derecho espacial Michael Dodge, el derecho espacial existente, como el Tratado sobre el espacio ultraterrestre, garantiza el acceso al espacio, pero no asegura la inclusión social ni regula a los actores no estatales.
En particular, la narrativa de la nueva frontera ha sido criticada como una continuación no reflexiva del colonialismo de poblamiento y el destino manifiesto, perpetuando la noción de que la exploración es fundamental para la supuesta naturaleza humana. Joon Yun considera la colonización espacial como solución a la supervivencia humana y problemas globales como la contaminación como imperialistas; otros han identificado el espacio como una nueva zona de sacrificio del colonialismo.
Además, la concepción del espacio como vacío y separado se considera una continuación de la terra nullius.
Natalie B. Trevino sostiene que no es el colonialismo, sino la colonialidad, lo que se trasladará al espacio si no se reflexiona al respecto.
Más específicamente, la defensa de la colonización territorial de Marte ha sido llamada surfacismo, en contraste con la habitación en el espacio atmosférico de Venus, un concepto similar al chovinismo de superficie de Thomas Gold.
En general, la infraestructura espacial, como los observatorios de Mauna Kea, también ha sido criticada y protestada por considerarse colonialista. El Puerto espacial de Kourou también ha sido escenario de protestas anticoloniales, conectando el colonialismo como un problema tanto en la Tierra como en el espacio.
En relación con el escenario de un primer contacto extraterrestre, se ha argumentado que el uso de un lenguaje colonial podría poner en peligro dichas primeras impresiones y encuentros.
Además, los vuelos espaciales en general y el derecho espacial en particular han sido criticados como un proyecto postcolonial al basarse en un legado colonial y no facilitar el acceso compartido al espacio y sus beneficios, permitiendo con demasiada frecuencia que los vuelos espaciales se utilicen para sostener el colonialismo y el imperialismo, especialmente en la Tierra.

#### Protección planetaria y riesgo de contaminación
Las agencias que realizan misiones interplanetarias siguen las políticas de la Comisión de Investigaciones Espaciales (COSPAR; Committee on Space Research) sobre protección planetaria, limitando a un máximo de 300 000 esporas en el exterior de las naves, con esterilización más rigurosa si contactan regiones especiales con agua, para evitar contaminar experimentos de detección de vida o el propio paneta.
Esterilizar misiones humanas a este nivel es imposible, ya que los humanos albergan alrededor de cien billones de microorganismos de miles de especies en su microbiota, los cuales no pueden eliminarse sin comprometer la vida humana. La contención es la única opción, pero representa un desafío significativo en caso de un aterrizaje forzoso. Se han realizado talleres sobre este tema, pero aún no existen directrices definitivas. Los exploradores humanos también podrían contaminar la Tierra al regresar con microorganismos extraterrestres.

## Desafíos a superar
La colonización más allá de la Tierra implica superar numerosos desafíos técnicos, ambientales y humanos.

#### Viaje intergaláctico

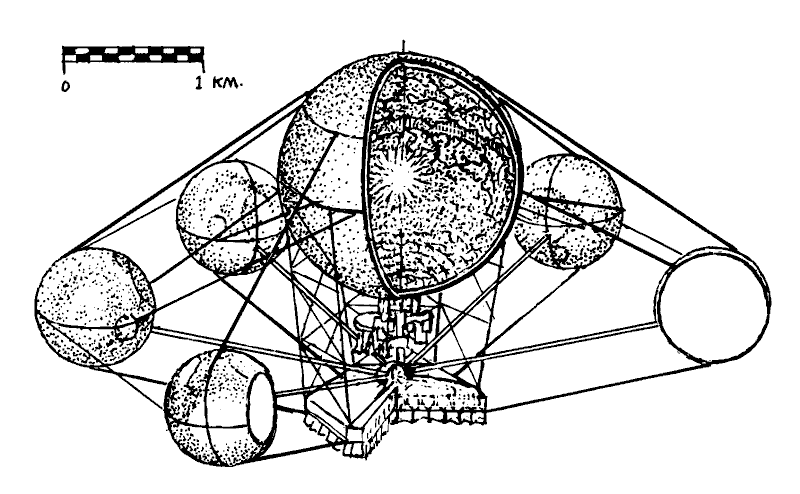
Nave interestelar propuesta basada en la versión Isla Uno de Gerard K. O'Neill del hábitat espacial esfera de Bernal.

### Soporte vital

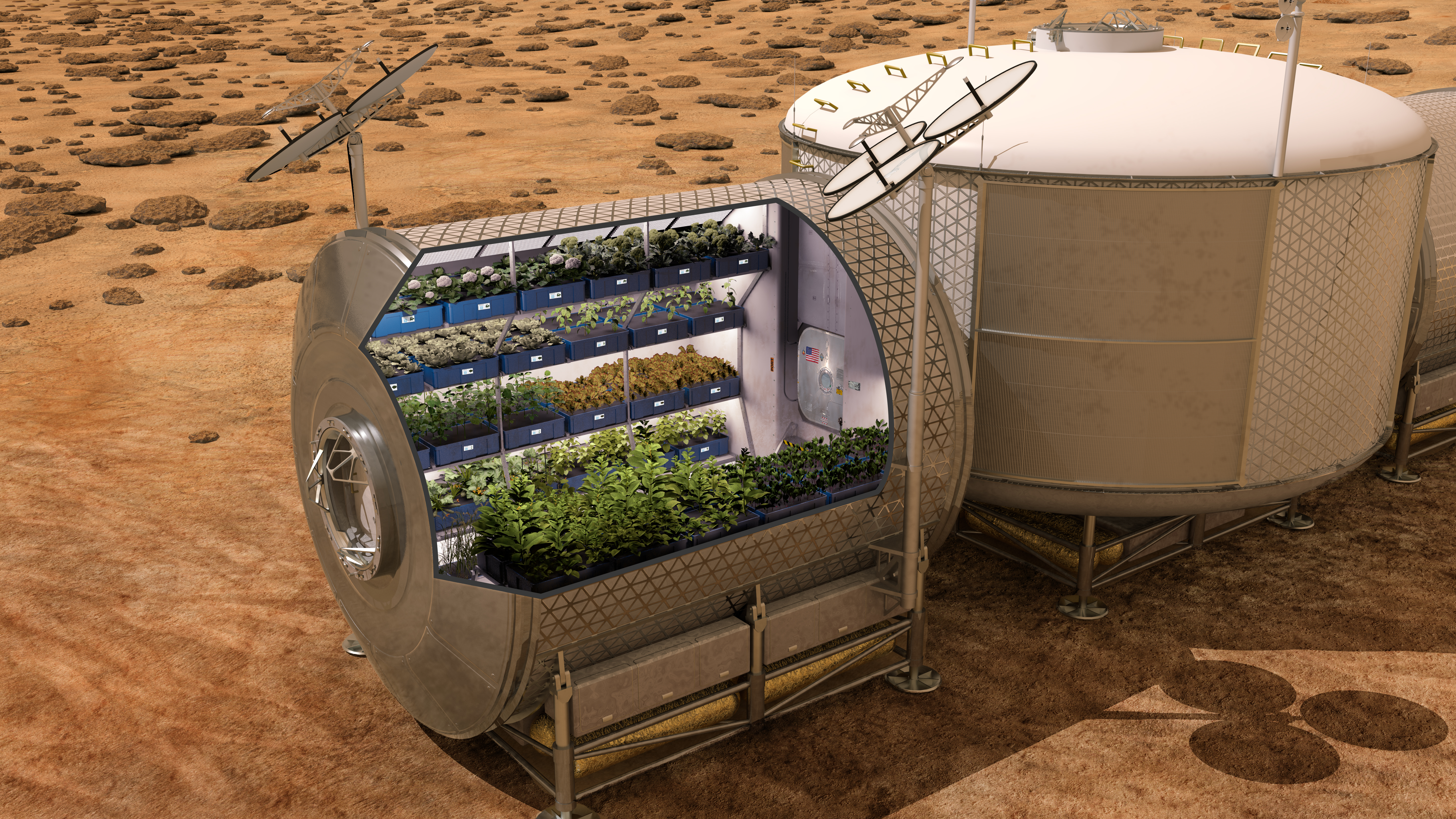
Representación de los planes de la NASA para cultivar alimentos en Marte.

### Distancia desde la Tierra
Los planetas exteriores están mucho más lejos de la Tierra que los interiores, lo que dificulta y prolonga los viajes. Los viajes de retorno podrían ser prohibitivos debido al tiempo y la distancia. Incluso la comunicación con la Tierra es lenta, con retrasos de 4 a 24 minutos para mensajes a Marte, y de 35 a 52 minutos a Júpiter y sus satélites.

### Entornos extremos
El frío extremo, debido a la distancia al Sol, lleva las temperaturas cercanas al cero absoluto en muchas partes del sistema solar exterior.